# Рутовский, Борис Никанорович
Борис Никанорович Рутовский (1890—1954) — советский учёный, один из организаторов промышленности эфирных масел. Заслуженный деятель науки и техники РСФСР.

## Биография
Родился в 1890 г. в Кутаиси.
Окончил гимназию, химическое отделение Московского технического училища, курс Высшего технического училища в Карлсруэ, Германия (1913—1914).
В 1914—1917 гг. — старший химик в АО «Русско-краска». Затем работал на заводах по производству красителей.
С 1927 г. в МХТИ им. Д. И. Менделеева заведующий лабораторией эфирных масел, заведующий кафедрами химии и технологии эфирных масел (1930—1935) и технологии пластмасс (1935—1941). В 1927—1934 годах принимал участие в составлении «Технической энциклопедии» в 26-и томах под редакцией Л. К. Мартенса, автор статей по тематике «химия душистых веществ».
В 1930 г. получил учёное звание профессора. В 1935 г. защитил докторскую диссертацию.
В июле 1941 г. эвакуирован в Казахстан, работал в Казахском государственном университете заведующим кафедрой военной химии и проректором по научной работе.
После возвращения в Москву — в МИХМ — заведующий кафедрой общей химии (1943—1952), декан факультета.
Один из организаторов советской промышленности эфирных масел.
Похоронен на Донском кладбище.

## Награды
- Заслуженный деятель науки и техники РСФСР
- Орден «Знак Почёта» (17.12.1940) — «в ознаменование 20-летнего юбилея Московского химико-технологического института имени Д. И. Менделеева, за выдающиеся заслуги в деле развития химической науки и подготовки высококвалифицированных инженеров химиков-технологов»
- медали.

## Публикации
Автор книги:
- Эфирные масла и как их добывают [Текст] / проф. Б. Н. Рутовский. — Москва ; Ленинград : Государственное издательство сельскохозяйственной и колхозно-кооперативной литературы, 1931. Т. 1: Способы получения эфирных масел и их анализ. — 1931. — 594 с., 4 л. табл. : ил. Т. 1: Способы получения эфирных масел и их анализ. — 1931. — 594 с., 4 л. табл. : ил.